# ニュールンベルグ裁判
『ニュールンベルグ裁判』（ニュールンベルグさいばん、Judgment at Nuremberg）は、1961年のアメリカ合衆国のドラマ映画。
ナチス・ドイツが第二次世界大戦で犯した大罪や戦犯を裁いたニュルンベルク裁判を、登場人物と一部の出来事を架空のものにするなどの脚色を加え映画化した作品である。スタンリー・クレイマーが監督し、スペンサー・トレイシー、バート・ランカスター、リチャード・ウィドマーク、マクシミリアン・シェル、マレーネ・ディートリヒ、ジュディ・ガーランド、モンゴメリー・クリフトら当時の豪華スターが出演した。
2008年、AFIが行ったアメリカ映画「10ジャンルのトップ10」において法廷ドラマ部門で10位に選出。2013年には「文化的・歴史的・芸術的にきわめて高い価値を持つ」とみなされ、アメリカ国立フィルム登録簿に登録された。

## 概要
1959年、アビー・マンによって放送された同名のテレビドラマをスタンリー・クレイマーが共同脚色し、クレイマー自身で製作と監督も行い映画化している。
法廷ドラマを使用し、戦勝国が敗戦国を裁くことへの是非、戦争で政治的に混乱した時代における個人の背信行為と道徳的妥協を扱ったことで注目に値する映画とされる。また、イギリス軍によってナチス強制収容所で撮影された死体などの実際の映像を映画内で使用したのは、当時は画期的なことであった。
劇中に登場する「フェルデンシュタイン事件」は、1942年にアーリア人の16歳の少女との性的関係を持ったとしてユダヤ人の老人が死刑に処された実際の裁判（カッツェンベルガー裁判）に基づいている。
初公開は、1961年12月14日にドイツの西ベルリンにある会議場で22か国のジャーナリストが出席し行われた。批評家からは肯定的な評価を受け、有名な裁判を曲がりなく再構成したと賞賛された。ドイツ側の弁護人を演じたマクシミリアン・シェルはこの映画で第34回アカデミー賞主演男優賞に輝いたのを始めとして、スペンサー・トレイシーが主演男優賞、モンゴメリー・クリフトが助演男優賞、ジュディ・ガーランドが助演女優賞にそれぞれノミネートされるなど、出演俳優の演技も高く評価された。他に脚色賞にも輝いたが、作品賞の受賞は逃した。
日本では初公開時、字幕での説明が困難との理由で、当時としては珍しく主に日本語吹き替え版で上映が行われた（字幕版も同時公開されたが、1日1回と少ない上映だった）。ただし、後のリバイバル上映は大半が字幕での公開となっている。

## ストーリー
1946年、ドイツのニュルンベルクで国際軍事裁判が開かれた。
そのうちの一つ、ナチス政権下でエミール・ハーン、フリードリヒ・ホフステター、ヴェルナー・ランペ、エルンスト・ヤニングら4人の法律家が関わった、「断種裁判」と「フェルデンシュタイン事件」の2つの裁判の是非を巡り、占領国・被占領国双方の思惑も絡み、検察側・弁護側の間で激しい攻防が繰り広げられる。

## 登場人物

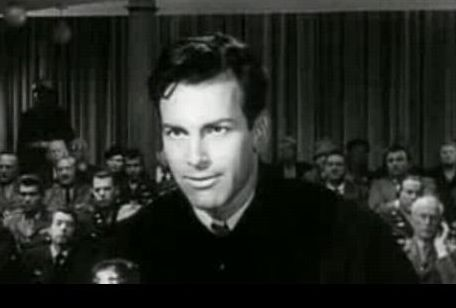
マクシミリアン・シェル

ダン・ヘイウッド
演 - スペンサー・トレイシー
裁判長。
元は地方判事だが、本人曰く「なり手がなく選ばれた」とのこと。
エルンスト・ヤニング
演 - バート・ランカスター
被告。元法務大臣、判事。
世界的に著名な法学者で、ドイツ・ワイマール憲法の起草に加わった過去を持つ。
モデルは、ナチスの法学者オスヴァルト・ロータウクである。
タッド・ローソン
演 - リチャード・ウィドマーク
検察官、合衆国陸軍法務大佐。
ヒトラーに迎合しドイツ法律を改変した被告らへ対し、無実の大衆を恐怖に陥れた責任を糾弾する。
ハンス・ロルフ
演 - マクシミリアン・シェル
エルンスト・ヤニング担当の弁護人。
学生時代からヤニングを尊敬している。ナチス政権を支援したり、少なくとも目をつぶったりしたのは被告らだけではなかったと主張する。
ベルトホルト夫人
演 - マレーネ・ディートリヒ
絞首刑になったカール・ベルトホルト将軍の未亡人。
将軍の屋敷が裁判長の滞在場所となったことで、ヘイウッドと親しくなる。
イレーネ・ホフマン＝ヴァルナー
演 - ジュディ・ガーランド
アーリア人の証人。
かつて「フェルデンシュタイン事件」にてユダヤ人と関係を持ったと有罪判決を受け、悲惨な半生を過ごしてきた。
ルドルフ・ペーターゼン
演 - モンゴメリー・クリフト
証人。断種裁判の犠牲者。
ハリソン・ベイヤーズ（ハリー）
演 - ウィリアム・シャトナー
書記官、合衆国陸軍大尉。
マット・メリン将軍
演 - アラン・バクスター
占領軍司令部所属。
バーケット議員
演 - エドワード・ビンズ（英語版）
ヘイウッドの友人。
ケネス・ノリス判事
演 - ケネス・マッケンナ（英語版）
カーティス・アイヴス判事
演 - レイ・ティール（英語版）
判決の審議では、ヘイウッドと異なる見解をする。
ラドニッツ法務少佐
演 - ジョゼフ・バーナード（英語版）
検察官。
ローソン不在時に証人尋問を代行する。
エミール・ハーン
演 - ヴェルナー・クレンペラー（英語版）
被告。元判事。
被告らの中では最も喧嘩腰な態度をとる。裁判では無罪を主張する。
フリードリヒ・ホフステター
演 - マーティン・ブラント
被告。元判事。
裁判では無罪を主張する。
ヴェルナー・ランペ
演 - トーベン・マイヤー（英語版）
被告。元判事。
裁判では無罪を主張する。
カール・ヴィーク
演 - ジョン・ウェングラフ（英語版）
証人。元判事
ヤニングの恩師。
グーター弁護士
カール・スウェンソン（英語版）
証人。「フェルデンシュタイン事件」での被告弁護人。
リンドナウ夫人
オルガ・フェビアン（ドイツ語版）
証人。元フェルデンシュタイン使用人。
ポール
オットー・ワルディス（英語版）
服役囚。元強制収容所管理者。
ハルプシュタット
ベン・ライト（英語版）
判事宿舎使用人。
ハルプシュタット夫人
ヴァージニア・クリスティーネ（英語版）
夫と同じ判事宿舎使用人。
シュミット
パウル・ブッシュ
ヘイウッド付き運転手。
マックス・パーキンス
バーナード・ケイツ（英語版）
UP通信の記者。
ヴァルナー
ハワード・ケイン（英語版）
イレーネの夫。

## キャスト
| 役名                           | 俳優                         | 日本語吹替     | 日本語吹替 |
| 役名                           | 俳優                         | NETテレビ版    | 劇場公開版 |
| ------------------------------ | ---------------------------- | -------------- | ---------- |
| ダン・ヘイウッド裁判長         | スペンサー・トレイシー       | 森山周一郎     | 巌金四郎   |
| エルンスト・ヤニング被告       | バート・ランカスター         | 久松保夫       |            |
| タッド・ローソン検察官         | リチャード・ウィドマーク     | 大塚周夫       |            |
| ベルトホルト夫人               | マレーネ・ディートリヒ       | 登場場面カット | 黒柳徹子   |
| ハンス・ロルフ弁護人           | マクシミリアン・シェル       | 羽佐間道夫     | 久米明     |
| イレーネ・ホフマン＝ヴァルナー | ジュディ・ガーランド         | 浦川麗子       |            |
| ルドルフ・ペーターゼン         | モンゴメリー・クリフト       | 山内雅人       |            |
| ハリソン・ベイヤーズ書記官     | ウィリアム・シャトナー       | 細井重之       |            |
| エミール・ハーン               | ウェルナー・クレンペラー     |                |            |
| フリードリヒ・ホフステッター   | マーティン・ブラント         |                |            |
| ウェルナー・ランペ             | トーベン・マイヤー           |                |            |
| ケネス・ノリス判事             | ケネス・マッケンナ           | 台詞なし       |            |
| カーティス・アイヴス判事       | レイ・ティール               | 塩見竜介       |            |
| ラドニッツ法務少佐             | ジョゼフ・バーナード         | 大宮悌二       |            |
| マット・メリン将軍             | アラン・バクスター           | 登場場面カット |            |
| バーケット議員                 | エドワード・ビンズ           | 登場場面カット |            |
| カール・ヴィーク               | ジョン・ウェングラフ         | 登場場面カット |            |
| ハルプシュタット               | ベン・ライト                 | 登場場面カット |            |
| ハルプシュタット夫人           | ヴァージニア・クリスティーネ | 登場場面カット |            |
| ポール服役囚                   | オットー・ワルディス         | 登場場面カット |            |
| ハインリヒ・グーター弁護士     | カール・スウェンソン         | 千葉耕市       |            |
| エルザ・リンドナウ夫人         | オルガ・フェビアン           | 麻生美代子     |            |
| ヒューゴ・ウォルナー           | ハワード・ケイン             |                |            |
| シュミット                     | パウル・ブッシュ             | 登場場面カット |            |
| マックス・パーキンス           | バーナード・ケイツ           | 登場場面カット |            |
| ナレーター                     | N/A                          | 矢島正明       |            |

- NETテレビ版：放送日1971年8月15日『日曜洋画劇場』21:00-22:56 他 ※約95分
- 劇場公開版：1962年公開、翻訳：今日出海、校閲：清瀬一郎

## 受賞歴
| 賞                                 | 部門                              | 候補者                              | 結果       |
| ---------------------------------- | --------------------------------- | ----------------------------------- | ---------- |
| 第34回アカデミー賞                 | 作品賞                            | スタンリー・クレイマー              | ノミネート |
| 第34回アカデミー賞                 | 監督賞                            | スタンリー・クレイマー              | ノミネート |
| 第34回アカデミー賞                 | 主演男優賞                        | マクシミリアン・シェル              | 受賞       |
| 第34回アカデミー賞                 | 主演男優賞                        | スペンサー・トレイシー              | ノミネート |
| 第34回アカデミー賞                 | 助演男優賞                        | モンゴメリー・クリフト              | ノミネート |
| 第34回アカデミー賞                 | 助演女優賞                        | ジュディ・ガーランド                | ノミネート |
| 第34回アカデミー賞                 | 脚色賞                            | アビー・マン                        | 受賞       |
| 第34回アカデミー賞                 | 美術賞（モノクロ作品）            | ルドルフ・スターナド ジョージ・ミロ | ノミネート |
| 第34回アカデミー賞                 | 撮影賞（モノクロ作品）            | アーネスト・ラズロ                  | ノミネート |
| 第34回アカデミー賞                 | 衣裳デザイン賞（モノクロ作品）    | ジャン・ルイ                        | ノミネート |
| 第34回アカデミー賞                 | 編集賞                            | フレデリック・クナットソン          | ノミネート |
| 第34回アカデミー賞                 | アービング・G・タルバーグ賞       | スタンリー・クレイマー              | 受賞       |
| ボディル賞                         | アメリカ作品賞                    | スタンリー・クレイマー              | 受賞       |
| 第15回英国アカデミー賞             | 作品賞                            | 作品賞                              | ノミネート |
| 第15回英国アカデミー賞             | 主演男優賞                        | モンゴメリー・クリフト              | ノミネート |
| 第15回英国アカデミー賞             | 主演男優賞                        | マクシミリアン・シェル              | ノミネート |
| ダヴィッド・ディ・ドナテッロ賞     | 外国映画賞                        | 外国映画賞                          | 受賞       |
| ダヴィッド・ディ・ドナテッロ賞     | 外国男優賞                        | スペンサー・トレイシー              | 受賞       |
| ダヴィッド・ディ・ドナテッロ賞     | ダヴィッド・ヤング賞              | マレーネ・ディートリヒ              | 受賞       |
| 第19回ゴールデングローブ賞         | 作品賞（ドラマ部門）              | 作品賞（ドラマ部門）                | ノミネート |
| 第19回ゴールデングローブ賞         | 映画部門 主演男優賞（ドラマ部門） | マクシミリアン・シェル              | 受賞       |
| 第19回ゴールデングローブ賞         | 映画部門 助演男優賞               | モンゴメリー・クリフト              | ノミネート |
| 第19回ゴールデングローブ賞         | 映画部門 助演女優賞               | ジュディ・ガーランド                | ノミネート |
| 第19回ゴールデングローブ賞         | 監督賞                            | スタンリー・クレイマー              | 受賞       |
| 第19回ゴールデングローブ賞         | 国際賞                            | 国際賞                              | ノミネート |
| 第27回ニューヨーク映画批評家協会賞 | 作品賞                            | 作品賞                              | ノミネート |
| 第27回ニューヨーク映画批評家協会賞 | 主演男優賞                        | マクシミリアン・シェル              | 受賞       |
| 第27回ニューヨーク映画批評家協会賞 | 脚本賞                            | アビー・マン                        | 受賞       |